# سیارک ۱۰۱۲۹
سیارک ۱۰۱۲۹ (به انگلیسی: 10129 Fole، نامگذاری:1993FO40) ده هزار و صد و بیست و نهمین سیارک کشف شده‌است که در ۱۹ مارس ۱۹۹۳ کشف شد.
قدر مطلق سیارک برابر ۱۳٫۵ است.